# Histoire des îles Cook
L'histoire des îles Cook s'étend de sa colonisation par les Polynésiens à nos jours. Ces îles doivent leur nom au capitaine James Cook. D'abord protectorat britannique, les îles Cook sont ensuite administrées par la Nouvelle-Zélande. Devenues indépendantes en 1965, la population décide quand même de maintenir les liens avec la Nouvelle-Zélande à travers une libre-association avec cette dernière.

Les îles Cook sont un archipel de 15 îles, réparties sur une vaste zone du Pacifique Sud. La majorité des îles du Groupe Nord sont des atolls coralliens alors que le Groupe Sud contient davantage d'atolls surélevés et même une île volcanique, Rarotonga, cette dernière regroupant depuis l'arrivée des Européens l'administration centrale des îles. La langue principale des Cook est le Rarotongan Māori. Il y a quelques variations en dialecte dans les îles « externes. »

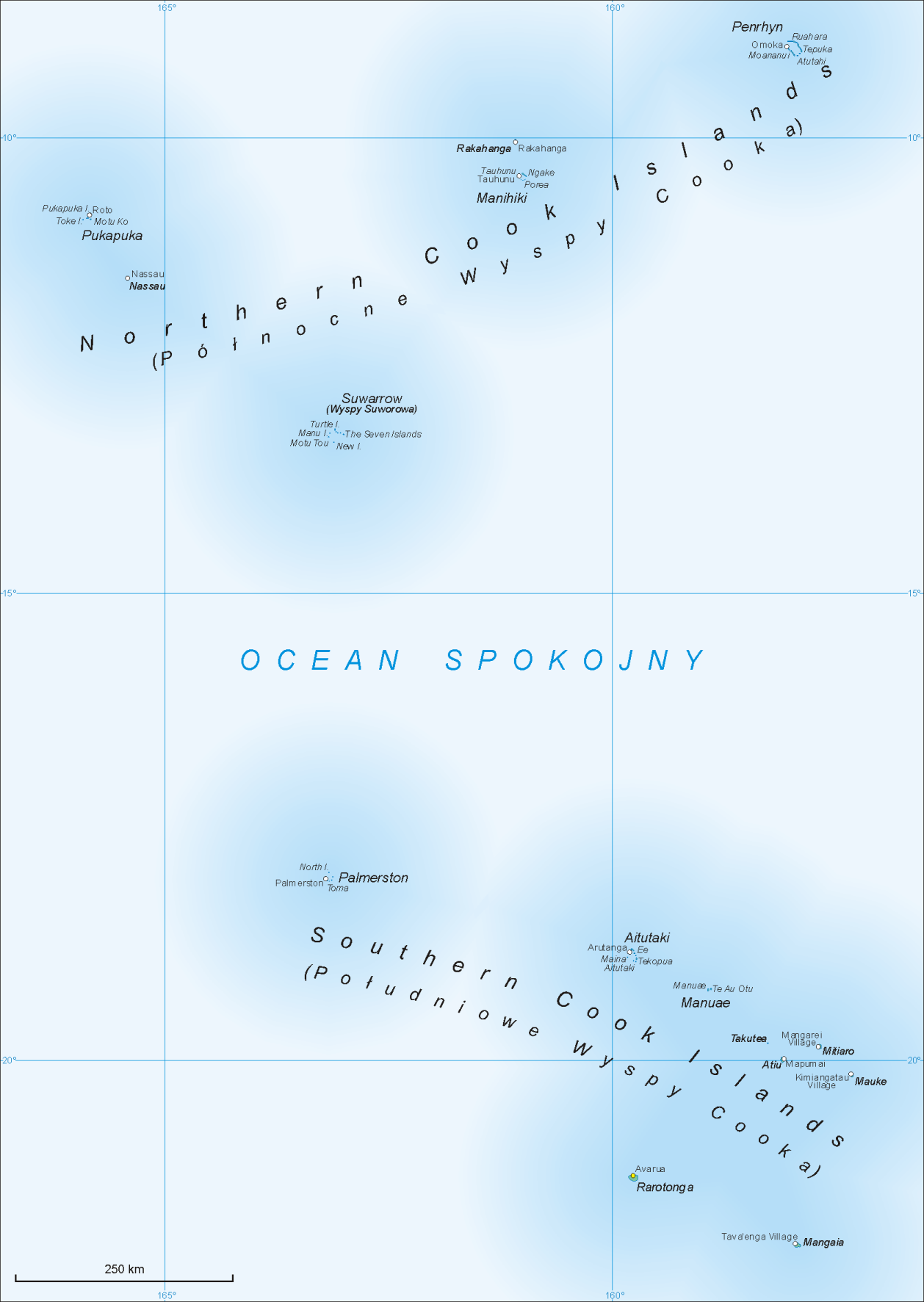
Carte des îles Cook

## Peuplement polynésien
Le Groupe Nord a été colonisé par des Polynésiens provenant des Samoa ou des Tonga, sans datation précise.
Pour le Groupe Sud, il est possible d'affirmer que les premiers habitants des îles se sont fixés vers 600 ap. J-C. Ils émigrent des alentours de Tahiti vers le Sud-Est, sans doute à cause du surpeuplement sur leurs îles d'origine. Cette situation n'a rien d’exceptionnel en Polynésie et est souvent la cause des migrations océaniques (ce qui assure l'homogénéité relative des conceptions religieuses et artistiques).
Quoi qu'il en soit, c'est cette explication que retient la tradition pour justifier les expéditions parallèles de Ru et de Tangiia. Le premier est originaire de Tupua'i en Polynésie française et débarque à Aitutaki puis retrouve Tangiaa. Ce dernier, provenant de la même Polynésie française, arrive vers l'an 800 de notre ère sur Rarontonga, île volcanique appartenant au groupe Sud de l'archipel.
La preuve archéologique majeure qui atteste de ces arrivées est l'Ara Metua, une longue route pavée de 29 km, datée d'au moins 1 200 ans. Cette route fait presque le tour de Rarontonga. Cette réalisation considérable, véritable marque du génie antique, ne semble pas avoir d'équivalent en Polynésie.
Le peuplement des îles de Manihiki et Rakahanga serait le fait de Toa, un paria de Rarotonga, et de Tupaeru, femme de haut rang issu de la tribu Puaikura de Rarotonga.
Chaque île possède sa tradition orale avec des variantes ce qui ne facilite pas une frise chronologique claire. Néanmoins, l'archéologie confirme le schéma principalement d'un peuplement issu à la fois de l'Ouest (Samoa, Tonga) et de l'Est (Polynésie française).
Les Cook et Raratonga en particulier seront au XIIIe siècle le point d'origine et de passage de la colonisation de la Nouvelle-Zélande (ce que la linguistique atteste).

## Passages européens
L'étendue de l’archipel et l'incertitude due aux instruments de calcul d'époque causent une exploration européenne en plusieurs temps.
Ce sont les Espagnols qui seront les premiers Européens à entrer en contact avec les habitants des îles Cook. C'est d'abord Álvaro de Mendaña qui aperçoit Pukapuka en 1595 la baptisant San Bernardo (Saint Bernard). Puis en 1606, c'est Pedro Fernández de Quirós qui est le premier Européen à débarquer, foulant du pied l'île de Rakahanga. Le navigateur luso-espagnol nomme l'endroit Gente Hermosa (Belles Gens).
Au cours de sa deuxième circumnavigation, James Cook visita les îles de Manuae (septembre 1773) et Palmerston (juin 1774) puis, au cours de son troisième voyage, Mangaia et Atiu (mars 1777). Il faut attendre 1814 pour qu'un Européen séjourne à Rarotonga (c'est le fait du Capitaine Philip Goodenough et de son santalier Cumberland) et Aitutaki recevra la visite du capitaine Bligh à bord du HMS Bounty le 11 avril 1789.
En 1804, le nom Îles Cook fut employé pour la première fois par le navigateur Johann Adam von Krusenstern, mais seulement pour le sous-groupe méridional de l'archipel. Ce n'est qu'avec le protectorat britannique que l'archipel dans son ensemble fut officiellement baptisé ainsi après avoir porté dans un premier temps le nom îles Hervey, en l'honneur du Premier Lord de l'Amirauté - c'est Cook qui leur donne ce nom.

## Évangélisation
Les Européens ne sont que de passage dans l'archipel, ce sont surtout des santaliers. Mais la situation change en 1821 lorsque sur l'île d'Aitutaki s'installe le missionnaire John Williams de la London Missionary Society. Le protestantisme se diffuse alors vers Rarotonga l'année suivante puis dans toutes les îles. Cette diffusion est d'abord assurée par des catéchistes polynésiens (venant des îles de la Société alors sous influence britannique) puis à partir de 1827 par des missionnaires blancs qui s'installent à demeure. Ceux-ci imposent avec la complicité des chefs locaux (qui pensent ainsi augmenter leur mana) les mœurs européennes. C'est ainsi que tout un arsenal législatif connu sous le nom de blue laws (lois bleues) fut mis en place. La culture autochtone fut anéantie et en dépit de l'actuelle renaissance culturelle polynésienne, l'influence du christianisme se maintient jusqu'à nos jours.
Néanmoins, le révérend Williams est aussi un attentif observateur de la vie locale comme en témoignent ses lithographies. Il a assuré la traduction et l'impression du Nouveau Testament en Rarotongan.

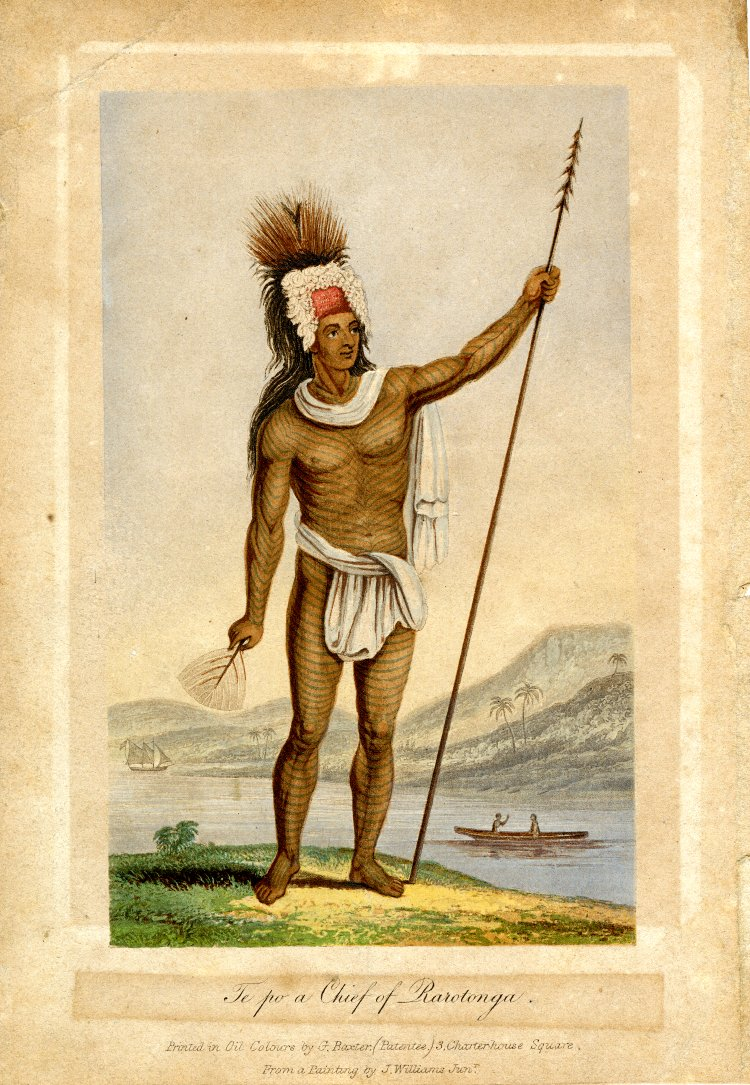
Patepou

Cette intrusion des Européens provoqua une chute de la population d'une part à cause des maladies importées. À Rarotonga, la population passa de 7 000 personnes à 2 000 personnes en très peu d'années. D'autre part, le Groupe Nord subit en 1862 et 1863 deux brutales expéditions d'esclavagistes péruviens (le tristement célèbre blackbirding). Au début, les commerçants se sont peut-être réellement présentés comme des recruteurs du travail, mais rapidement ils se sont tournés vers le subterfuge et l'enlèvement pur et simple pour s'enrichir sans vergogne sur leur cargaison humaine. Les îles Cook n'étaient pas le seul groupe d'îles visitées par les commerçants, mais Penrhyn était leur premier port d'escale et il a été estimé que les trois-quarts de la population a été emmenée à Callao, au Pérou. Rakahanga et Pukapuka également souffert de pertes énormes.

## Du royaume de Rarotonga au protectorat
Jusqu'à 1858, l'île est organisée en vaka, sous l'autorité des ariki. Ces derniers accordèrent un grand soutien aux missionnaires. Cette accroissement du pouvoir permit un mouvement unificateur sur Rarotonga donnant ainsi naissance au Royaume de Rarotonga. En parallèle, les missionnaires élaborent des projets de codes juridiques qui, avec l'abolition de la violence comme moyen de règlement des différends, a conduit à une stabilité politique sans précédent.

Drapeau du royaume de Rarotonga 1858-1888 (les trois étoiles représentent les trois tribus (vaka) de Rarotonga: Takitumu; Te Au O Tonga; Puaikura).

Jusqu'en 1888, Rarotonga est de facto indépendante malgré l'influence croissante des missionnaires et les demandes répétées depuis les années 1830 d'un protectorat. En effet, les Français annexent en 1838 les îles Marquises puis en 1842 le Royaume de Tahiti. Cette avancée des Français inquiète les locaux mais également les Britanniques qui toutefois tergiversent à cause du coût financier d'une annexion. La Nouvelle-Zélande insiste lourdement pour que les îles soient annexées.
En 1881, le British Colonial Office décide que les intérêts néo-zélandais dans la région ont besoin d'une forme de protection contre les puissances étrangères et le gouvernement britannique accorde une charte aux commerçants et aux planteurs européens locaux pour la nomination d'un consul britannique non rémunéré pour les îles Hervey, comme le Groupe sud est alors connu.
Finalement, en 1888, à la suite de la demande la reine Makea Takau Ariki, les Britanniques établissent un protectorat sur Rarotonga et les îles alentour. L'annexion des îles du Nord est envisagée pour les utiliser comme stations pour le futur câble trans-Pacifique.

Drapeau de Rarotonga 1888-1893 ; la présence de l'Union Jack montre le statut de protectorat

Un résident britannique, Frederick Joseph Moss, s'installe et établit une politique d'anglicisation : ainsi il impose l’anglais dans l’administration de l’archipel. Il tente de faire de même dans le domaine de l'éducation en créant des écoles publiques venant concurrencer les écoles missionnaires. Laïc convaincu, Moss instaura la liberté religieuse ce qui permit l’installation au grand dam des pasteurs de la LMS, des Églises catholique (1896) et mormones.
Frederick Joseph Moss vers 1890 convainc les chefs de Rarotonga de créer un Conseil général, gouvernement central de l'île. L'année suivante, les représentants des îles du Groupe sud sont d'accord pour créer la première législature fédérale. Ainsi est créée en 1893 la Fédération des îles Cook.

Drapeau de Fédération des îles Cook

## Sous l'autorité de la Nouvelle-Zélande
En 1898, le Major Walter Edward Gudgeon fut nommé résident britannique en remplacement de Moss avec pour objectif de préparer la voie à une annexion directement néo-zélandaise. Ne souhaitant pas devenir la «colonie d'une colonie», la plupart des insulaires auraient préféré à l'époque une annexion par la Grande-Bretagne. Mais finalement après moult palabres et menaces voilées, Gudgeon finit par convaincre les principaux ariki. Les îles Cook furent officiellement annexées le 7 octobre 1900 par la Nouvelle-Zélande. L’année suivante, l’île Niue subit le même sort. La situation n'est pas modifiée avant 1946.

## Histoire contemporaine

Drapeau entre 1974 et 1979

Drapeau actuel des Îles Cook

En 1946, les habitants des îles Cook purent élire leur propre Conseil législatif et participer davantage à l’administration de leur archipel. Après la Seconde Guerre mondiale, la Nouvelle-Zélande fit venir sur son territoire des milliers d’ouvriers en provenance non seulement des îles Cook, mais aussi des îles Samoa, de Niue et des Tokelau. La Nouvelle-Zélande devint ainsi le pays hébergeant le plus grand nombre de Polynésiens ayant quitté leur île d’origine.
Au cours des années 1960, le mouvement de décolonisation qui balayait le monde atteignit aussi l'Océanie, ce qui incita le gouvernement néo-zélandais à accorder aux îles Cook un statut d'indépendance associée ("self government") en instaurant une nouvelle constitution. Après la réalisation de l'indépendance en 1965, les îles Cook élisent Sir Albert Henry du Cook Islands Party comme premier Premier ministre. Il est reconduit dans ses fonctions jusqu'en 1978, date à laquelle il quitte le pouvoir à la suite d'accusations de fraudes électorales. Il est par Tom Davis du Parti démocrate.
Les îles Cook conservent depuis cette date d'étroits liens politiques et économiques avec la Nouvelle-Zélande. Ce statut particulier leur permet ainsi de recevoir une aide financière annuelle, les insulaires sont automatiquement citoyens néo-zélandais. Cette aide varie selon les années entre 7 et 10 millions de dollars néo-zélandais soit environ entre 3 et 5 millions d'euros. Les îles Cook sont essentiellement indépendantes (autonome en libre association avec la Nouvelle-Zélande), mais sont toujours officiellement placées sous la souveraineté de la Nouvelle-Zélande. Celle-ci est chargée de superviser les relations internationales et la défense du pays.
Le 11 juin 1980, les États-Unis ont signé un traité avec les îles Cook précisant la frontière maritime entre les îles Cook et les Samoa américaines et l'abandon également de sa revendication sur les îles de Penrhyn, Pukapuka, Manihiki et Rakahanga. En 1990, les îles Cook ont également signé un traité avec la France qui délimite la frontière maritime entre les îles Cook et la Polynésie française.
Le 13 juin 2008, une petite majorité des membres de la Chambre des Ariki a tenté un coup d'État, affirmant vouloir dissoudre le gouvernement élu et prendre le contrôle du pays. « Fondamentalement, nous avons dissout la présidence, le Premier ministre et le vice-premier ministre et les ministres », a expliqué le chef Makea Vakatini Joseph Ariki. Le Cook Islands Herald a suggéré que le ariki tentait ainsi de retrouver une partie de leur prestige traditionnel (le mana),. Le Premier ministre Jim Marurai décrit le mouvement comme « mal fondé et absurde. » Le 23 juin, la situation semble s'être normalisée : les membres de la Chambre des Ariki acceptant de retourner à leurs tâches habituelles.
En juin 2025, Le gouvernement néo-zélandais suspend son soutien financier aux Îles Cook en raison d'un accord de partenariat signé avec la Chine en début 2025. Le gouvernement néo-zélandais affirme qu'il ne reviendra pas sur sa position tant que les Îles Cook n'auront pas pris de « mesures concrètes » pour rétablir leurs relations.
L'émigration de travailleurs qualifiés en Nouvelle-Zélande et les déficits publics continuent à être problématiques.

## Sources
Site officiel des Îles Cook (en anglais) 